# Gloria Parker
Gloria Parker (nascida Rosenthal; 20 de agosto de 1921 – 13 de abril de 2022) foi uma musicista e líder de uma banda americana que teve um programa de rádio durante a era das big bands. O Gloria Parker Show foi transmitido todas as noites de 1950 a 1957, de costa a costa em WABC. Ela tocava marimba, órgão e copos de canto (harpa de vidro). Apelidada de Princesa da Marimba, ela conduziu o Swingphony de 21 peças do Kelly Lyceum Ballroom em Buffalo, Nova York. Esta foi a maior big band liderada por uma líder feminina. Edgar Battle e Walter Thomas foram arranjadores do Swingphony.
Parker trabalhou como compositora, líder de banda e musicista. Ela se apresentou com suas orquestras tocando marimba, harpa de vidro ou copos musicais, piano, órgão, violino, viola, vibrafone, xilofone, violão, bateria e todos os instrumentos de percussão latina.
A era das big bands incluiu uma proibição de gravação dos músicos de agosto de 1942 a novembro de 1944. O sindicato ao qual a maioria dos músicos pertencia não permitia que seus membros gravassem até que as gravadoras, como a CBS, concordassem em pagá-los cada vez que sua música fosse tocada no rádio. Isso aconteceu após uma proibição anterior de músicas ASCAP de estações de rádio que levou ao desaparecimento desse estilo de música swing. Parker emergiu como porta-voz dos músicos e ganhou o título de "Famous One Share Stockholder" em sua batalha pelos direitos dos músicos com a CBS, RCA e Time Inc. A mídia nacional aguardaria ansiosamente os confrontos diretos de Parker com o fundador da CBS, William S. Paley, e o presidente do conselho da RCA, David Sarnoff, nas reuniões anuais de acionistas.